# Albaniola remyi
Albaniola remyi es una especie de escarabajo del género Albaniola, familia Leiodidae. Fue descrita por René Gabriel Jeannel en 1934.

## Distribución
Se encuentra en Grecia y Macedonia del Norte.